# Mavuso Sports Centre
Mavuso Sports Centre – to wielofunkcyjny stadion w Manzini w Eswatini. Jest aktualnie używany głównie dla meczów piłki nożnej. Swoje mecze rozgrywają na nim drużyny piłkarskie Green Mamba, Highlanders, Malanti Chiefs, Manzini Sea Birds, Manzini Sundowns, Manzini Wanderers, Mbabane Swallows, Midas Mbabane City, Moneni Pirates, Red Lions, Royal Leopards, Young Buffaloes. Stadion może pomieścić 5 000 osób.